# РПЦЗ (В)

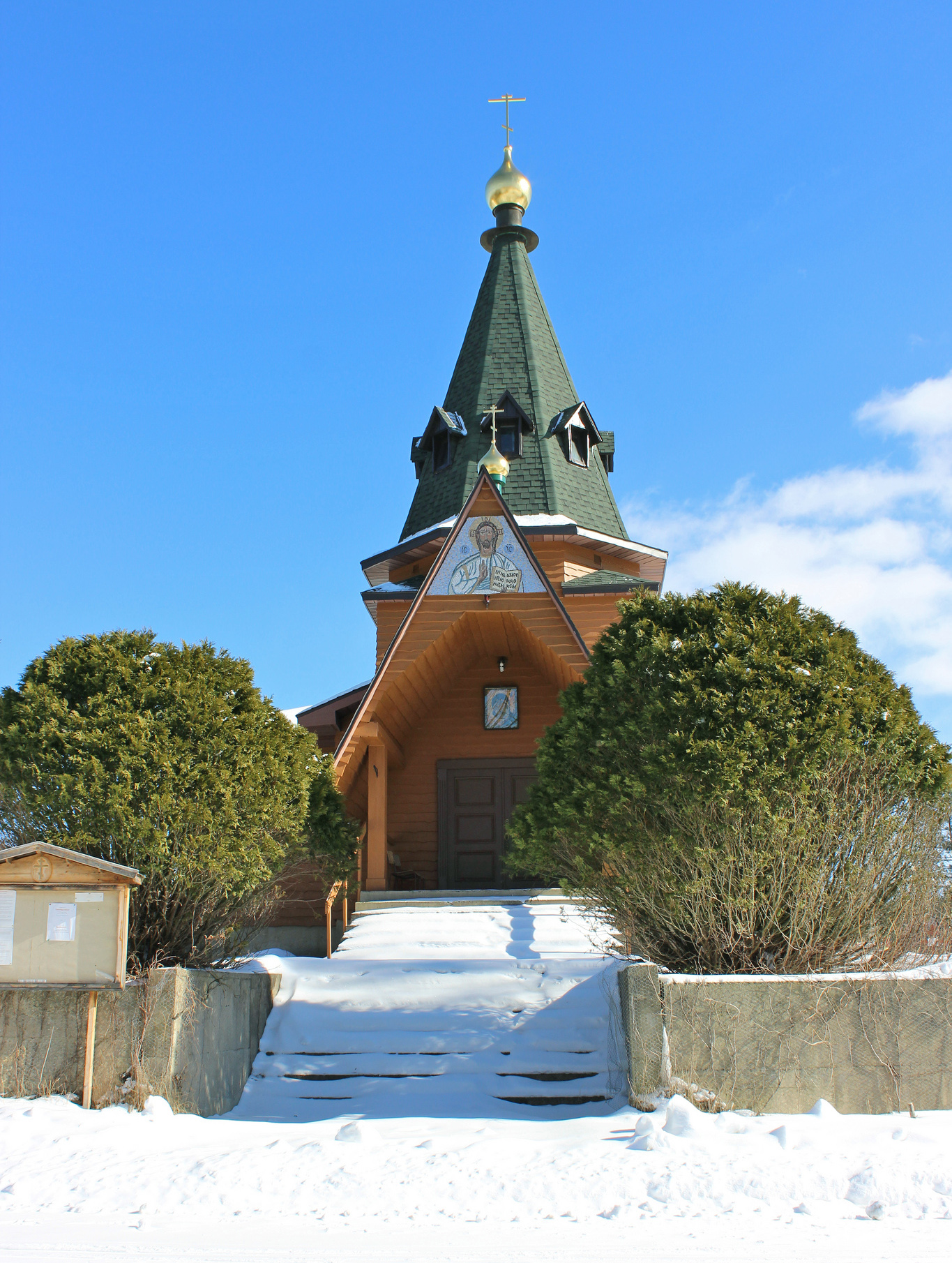
Спасо-Преображенський скит в Мансонвилле

Російська православна церква закордоном під омофором Митрополита Віталія (Устинова), скорочено РПЦЗ (В), офіційна назва Російська Православна Церква Закордоном; спочатку Російська Православна Церква у вигнанні, також Мансонвільський розкол) — нечисленне неканонічне православне об'єднання російської традиції, що відкололося від Російської православної церкви закордоном (РПЦЗ) у результаті гострого конфлікту її декількох кліриків і мирян з керівництвом останньої в 2000-2001 роках. Остаточно оформилася після невизнання ідеологами РПЦЗ(В) обрання 24 жовтня 2001 року архієпископа Лавра (Шкурлы) новим першоієрархом РПЦЗ і одноосібного висвячення 3 листопада 2001 року єпископом Варнавою (Прокоф'євим) «у присутності митрополита Віталія, але без його безпосередньої участі» архімандрита Сергія (Киндякова) в сан єпископа.
Формально очолювана першоієрархом РПЦЗ митрополитом Віталієм (Устиновим) що пішов на спокій і який жив у Спасо-Преображенському скиті в Мансонвілі (Канада), де також знаходився адміністративний центр РПЦЗ(В). Парафії РПЦЗ(В) розташовувалися головним чином у Франції, США, Канаді, Росії, Україні і Молдові.
РПЦЗ(В) протягом усього періоду свого існування відрізнялася нестабільністю та постійними внутрішніми конфліктами, що приводили до виходу з неї багатьох її діячів. Так, 2004 року цю юрисдикцію покинув один з її засновників Варнава (Прокоф'єв). У 2006 році в результаті непримиренних суперечностей від РПЦЗ(В) відокремились ряд кліриків і мирян, утворили Російську православну церкву, а в 2007—2008 роки парафії що залишилися розділилися на прихильників єпископів Володимира (Целіщева) з одного боку і протоієрея Веніаміна Жукова і єпископа Антонія (Рудея) з іншого. У 2008 році єпископ Володимир (Целіщев), зберіг за собою Спасо-Преображенський скит в Мансонвілі, за підтримки єпископа Анастасія (Суржика) висвятив нових єпископів, після чого очолювана ним юрисдикція стала іменуватися РПЦЗ(В-В). Прихильників Антонія (Рудея) стали іменувати РПЦЗ(М), ІПЦМ або РПЦЗ(В-А). Надалі всі три «гілки», на які розпалася РПЦЗ(В), також розділились.

## Зноски
1. ↑  Слесарев Александр Валерьевич, кандидат богословия -- Неканоническое Православие: Русская Истинно-Православная Церковь (РИПЦ) («лазаревская» ветвь Российской Катакомбной Церкви). Минская духовная семинария. Архів оригіналу за 4 травня 2009. Процитовано 19 червня 2018.
2. ↑  Весеннее заседание Архиерейского Синода 2002. Русская Православная Церковь Заграницей. Архів оригіналу за 22 травня 2016. Процитовано 19 червня 2018.
3. ↑  "Я верю, что время и благодать Божия исцелят Русскую Церковь от язв, нанесенных ей безбожной властью". Русская народная линия. 15 жовтня 2014. Процитовано 19 червня 2018.